# 2,3-二巯基丙磺酸
2,3-二巯基丙磺酸（英文缩写：DMPS），它的钠盐（商品名：Unithiol、Dimaval、螯金拔）作为螯合剂可以与多种重金属离子螯合，因此可以作为重金属中毒的解毒剂。合成2，3-二巯基丙磺酸的方法是由来自基辅的Petrunkin在1956年首先报道的，随后以Unithiol的药物名称列入苏联指定的官方药物。